# MUba Eugène-Leroy
Le MUba Eugène-Leroy, dénomination du musée des Beaux-Arts de Tourcoing depuis 2009, est situé près de la mairie, dans un bel hôtel particulier datant de 1866, l'hôtel Roussel-Defontaine, représentatif de l'architecture en vogue sous Napoléon III. En 1930 de nouvelles ailes ont été ajoutées afin d'augmenter sa superficie.

## Histoire
Créé en 1860, anciennement dénommé Beaux-Arts de Tourcoing, le MUba Eugène-Leroy présente ses collections dans un souci de dialogue entre art classique, art moderne et art contemporain. Peintures, dessins, sculptures se côtoient pour initier un parcours thématique où l’on croise Louis-Léopold Boilly, Rembrandt ou encore Theodore Rombouts face à face avec les contemporains Felten-Massinger, Antoine Petitprez, Philippe Cazal ou encore côte à côte avec des figures du XXe siècle comme Martin Barré ou Jean Fautrier. Les collections permanentes occupent la moitié de la surface d'exposition. Leur accrochage est régulièrement renouvelé pour faire écho aux grandes expositions temporaires programmées deux à trois fois par an.

### Installation dans l'hôtel Roussel-Defontaine
Le musée s'est installé en 1931 dans l'hôtel particulier Roussel-Defontaine, construit en 1866 pour le maire, par l'architecte Charles Maillard, aussi auteur de l'hôtel de ville de Tourcoing à la même époque. Racheté par la ville en vue de l'installation du musée, l'hôtel Roussel-Defontaine a été agrandi par la couverture de la cour et l'ajout de vastes galeries, deux salons et l'escalier conservant leur aspect originel. L'architecture du MUba Eugène-Leroy associe ainsi l’ancien et le moderne. Restructuré en 1994, le musée dispose aujourd'hui d'une boutique et d'un café, dernières installations à y avoir été réalisées.
Il est labélisé "musée de France" en 2002.

### Donation Leroy et changement de nom

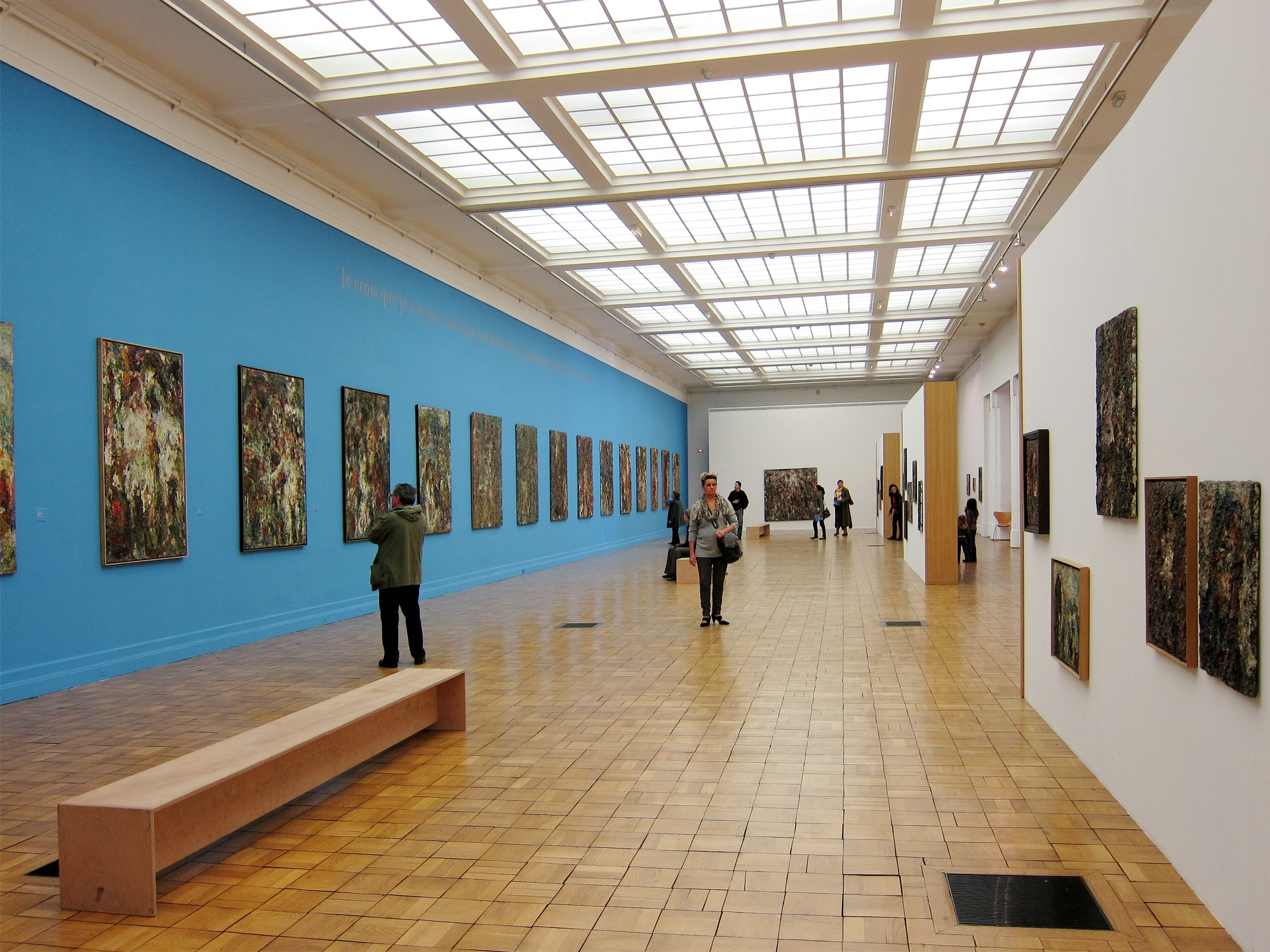
Une salle du MUba Eugène-Leroy lors de l'exposition du centenaire.

Le 25 juin 2009, le conseil municipal de Tourcoing a accepté pour son musée une exceptionnelle donation d’œuvres et d’archives de l’artiste Eugène Leroy, proposée par son indivision en la personne de ses fils Eugène, Jean et Jean-Jacques Leroy.
Cinquante-quatre tableaux, cent quarante dessins, dix-huit carnets de dessins, 99 gravures et treize sculptures, soit près de six cents œuvres d'une valeur de 2,5 millions d'euros, sont ainsi entrées dans les collections du musée, faisant de cet artiste, né à Tourcoing en 1910 et mort en 2000, une figure centrale du projet scientifique du musée.
En 2010, pour le centième anniversaire de la naissance d'Eugène Leroy, le musée des Beaux-Arts de Tourcoing devenu le MUba Eugène-Leroy a organisé une exposition de cent cinquante de ses œuvres.

### Depuis 2020
En 2023, le musée accueille entre 25 000 et 30 000 visiteurs par an.

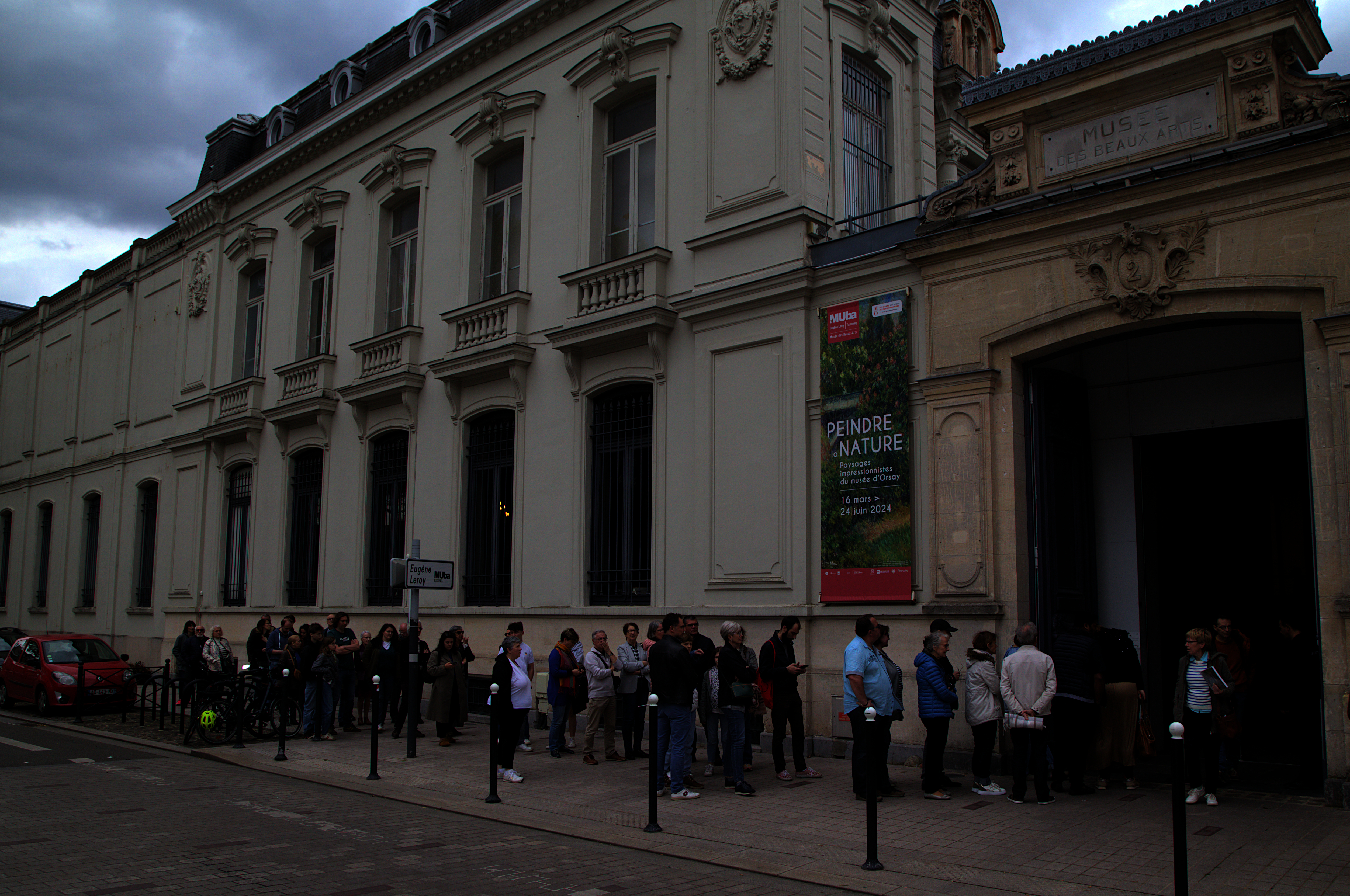
Visiteurs intéressés par l'exposition impressionniste.

En mars 2024, le MUba Eugène-Leroy, dans le cadre des 150 ans de l'impressionnisme et en partenariat avec le musée d'Orsay, organise une exposition composée de 58 toiles de maîtres prêtées par le musée d'Orsay,.
En 2024, le musée enregistre son record de fréquentation avec 75 038 visiteurs grâce au succès de l'exposition Peindre la nature qui a attiré à elle seule 62 822 personnes.

## Œuvres présentées

### Peinture
- Portement de croix, anonyme, huile sur bois (XVIe siècle)
- Portrait d'homme, anonyme, huile sur toile (XVIIIe siècle)
- Réunion de trente-cinq têtes d'expression de Louis Léopold Boilly, huile sur toile (début XIXe siècle)
- Fleurs et fruits de Jan Breughel dit Brueghel de velours, huile sur bois (XVIIe siècle)
- Sainte Thérèse en extase de Jean-Baptiste de Champaigne, huile sur toile (XVIIe siècle)
- Le Sacrifice d'Abraham de Noël Nicolas Coypel, huile sur toile (XVIIe siècle)
- Portrait de jeune homme avec un hausse-col, Jacques Des Rousseaux (1630)
- Portrait de ma concierge, Jean Fautrier (1922)
- Bouquet de fleurs de Jérôme Galle, huile sur bois (XVIIe siècle)
- Scène de la Passion de Frans Francken le Jeune, huile sur bois (1630)
- Ulysse chez Circé de Jean-Jacques Lagrenée, huile sur toile (XVIIIe siècle)
- L'homme d'Hiver, Eugène Leroy (1990)
- La Création du monde de Eustache Le Sueur, huile sur toile (XVIIe siècle)
- Le Repos pendant la fuite en Égypte de Jean-François Millet, huile sur toile
- Intérieur d'église gothique de Pieter Neefs, huile sur bois (XVIIe siècle)
- Céphale et Procris de François-Édouard Picot, huile sur toile (1824)
- Navet d'Odilon Redon, huile sur carton (vers 1875), en dépôt du musée d'Orsay
- L'Échanson ou Allégorie de la tempérance de Theodore Rombouts, huile sur toile (XVIIe siècle)
- Intérieur de grange de Frans Rijckhals (en), huile sur toile (XVIIe siècle)
- Cartouche avec Pietà et guirlande de fleurs de Daniel Seghers, huile sur toile (1647)
- L'Adoration des mages de David Teniers le Vieux
- Fête seigneuriale de David Vinckboons, huile sur cuivre (XVIIe siècle)
- L'Annonciation de Maurice Denis, huile sur toile (1913)
- Au bord de la mer, Mademoiselle Croizette de Carolus-Duran (1873)[9]
- Portrait de ma concierge du peintre Jean Fautrier (1922)[10]

### Estampe et dessin
- Le Petit Pont d'Antonio Canal dit Canaletto, eau-forte (vers 1740-1745)
- La Prise de Jésus Christ d'Albrecht Dürer, bois sur papier vergé filigrané (1510)
- Mejor es Holgar (Il vaut mieux être oisif) de Francisco de Goya y Lucientes, eau-forte et aquatinte sur vergé (vers 1797-1798)
- Senatus populusque romanus divo tito divi vespasian… de Giovanni Battista Piranesi dit Le Piranèse, eau-forte sur papier vergé et filigrané
- Veduta interna della camera sepolcrale nella vigna de Giovanni Battista Piranesi dit Le Piranèse, eau forte et burin sur papier vergé (1756)
- Grande résurrection de Lazare de Rembrandt Harmensz van Rijn dit Rembrandt, eau-forte sur papier vergé (vers 1632)
- Gueux assis sur une motte de terre de Rembrandt Harmensz van Rijn dit Rembrandt, eau-forte sur papier vergé (1630)
- Saint Jérôme de José de Ribera, eau-forte sur papier vergé (1621)